# Michael O’Connor (Kostümbildner)
Michael O’Connor (* 27. Oktober 1965 in London) ist ein britischer Kostümbildner.

## Leben
Michael O’Connor begann als Ankleider im Old Vic Theatre in London und machte sich später selbständig. Bei den Filmen Das Geisterhaus und Jane Austens Emma war er als wardrobe supervisor tätig, bevor er Assistenzkostümbildner wurde und an Oscar und Lucinda, Quills – Macht der Besessenheit und Lebenszeichen – Proof of Life mitwirkte.
Als hauptverantwortlicher Kostümbildner arbeitete er zunächst bei kleineren britischen Filmproduktionen und erlangte 2005 durch den Film Tom Brown’s Schooldays größere Bekanntheit. Es folgte der Oscar-prämierte Film Der letzte König von Schottland – In den Fängen der Macht mit Forest Whitaker in der Hauptrolle.
Sein größter Erfolg ist Saul Dibbs Die Herzogin. Für seine Arbeit an diesem Film wurde O’Connor 2009 unter anderem mit dem Oscar, einem British Academy Film Award (Beste Kostüme) und einem Satellite Award für das beste Kostümdesign ausgezeichnet. 
2012 wurde er für seine Arbeit an Jane Eyre für einen Oscar nominiert. 2014 erhielt für seine Mitwirkung an den Film The Invisible Woman eine weitere Oscarnominierung.
Im Jahr 2021 erhielt O’Connor für seine Kostüme in dem Spielfilm Ammonite den Europäischen Filmpreis zuerkannt.

## Filmografie (Auswahl)
- 2005: Tom Brown’s Schooldays
- 2006: Der letzte König von Schottland – In den Fängen der Macht (The Last King of Scotland)
- 2008: Die Herzogin (The Duchess)
- 2011: Der Adler der neunten Legion (The Eagle)
- 2011: Jane Eyre
- 2012: Dredd
- 2013: The Invisible Woman
- 2015: Suite française – Melodie der Liebe
- 2017: Tulpenfieber (Tulip Fever)
- 2020: Ammonite